# Patrick Cham
Pour les articles homonymes, voir Cham.
Patrick Cham, né le 18 mai 1959 à Saint-Claude en Guadeloupe, est un ancien joueur français de basket-ball, évoluant au poste d'ailier et devenu entraîneur.

## Biographie

### Famille
Patrick Cham est le frère aîné du chanteur Thierry Cham et l'oncle d'Ebony (en), finaliste de la saison 12 de Star Academy.

### Carrière
Grand défenseur, réputé très discipliné et rigoureux, il joua à Cholet et fut international français à 113 reprises.
Il a également exercé les fonctions d'entraîneur, notamment au Levallois SC. Puis, il a également occupé le poste de chargé de relations avec les médias pour l'équipe de France.
Il occupe désormais un poste d'entraîneur au centre fédéral de Guadeloupe.

## Club
Joueur
- 1976-1986 :  Stade français (N 1)
- 1986-1988 :  Racing club de France (N 1 A)
- 1988-1991 :  Cholet Basket (N 1 A)
- 1991-1995 :  Levallois SC (N 1 A)

Entraîneur
- 1995-1997 :  Levallois SC (Pro A)
- Conseiller technique de Guadeloupe

Il entraîne la MJCA

## Palmarès
- Champion de France de Pro B 1992 avec Levallois
- Meilleur joueur français de Pro B en 1992 avec Levallois

### Sélection nationale
- 113 fois international français